# Велфорд (Јужна Каролина)
Велфорд (енгл. Wellford) град је у америчкој савезној држави Јужна Каролина.

## Демографија
По попису из 2010. године број становника је 2.378, што је 348 (17,1%) становника више него 2000. године.
| Група             | 2000.       | 2010.         |
| Белци             | 937 (46,2%) | 1.097 (46,1%) |
| Афроамериканци    | 993 (48,9%) | 1.105 (46,5%) |
| Азијати           | 7 (0,3%)    | 20 (0,8%)     |
| Хиспаноамериканци | 73 (3,6%)   | 101 (4,2%)    |
| Укупно            | 2.030       | 2.378         |